# 비디오 게임 개발자
비디오 게임 개발자(영어: Video game Developer) 또는 게임 제작자(영어: Game Creator)는 소프트웨어 개발자 중에서 비디오 게임을 개발하는 일에 종사하는 사람이나 회사를 가리킨다. 크게 퍼스트파티 개발자, 세컨드파티 개발자, 서드파티 개발자 및 독립 개발자로 나뉜다.

## 같이 보기
- 게임 디자이너
- 비디오 게임 프로그래머